# 美茵茨國際象棋節
美茵茨國際象棋節（Chess Classic Mainz）是舉辦在德國西南部的城市美茵茨的國際象棋比賽，一年舉辦一次。前身為法蘭克福國際象棋節。2001年時，因為贊助商改變，而改到美茵茨舉行。

## 参阅
- 国际象棋